# 中毛雷爾克斯山
47°05′12″N 12°16′41″E / 47.086667°N 12.278056°E

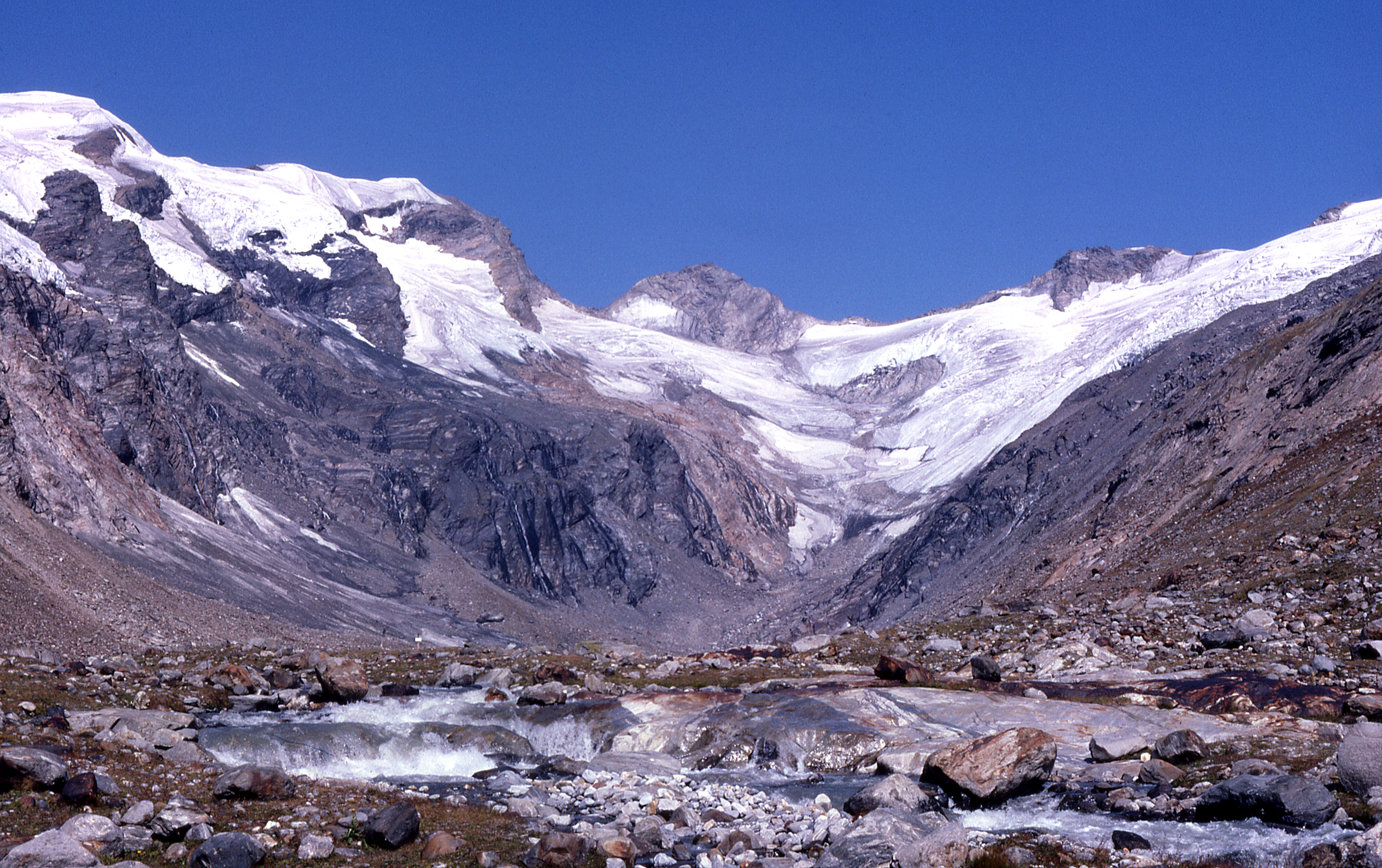

中毛雷爾克斯山是奧地利的山峰，位於該國西部，處於蒂羅爾州和薩爾茨堡州接壤的邊界，屬於維內迪傑山脈的一部分，海拔高度3,283米，每年平均降雨量1,971毫米。